# Satz vom abgeschlossenen Bild
Der Satz vom abgeschlossenen Bild ist ein mathematischer Satz aus dem Teilgebiet der Funktionalanalysis. Er macht eine Aussage darüber, wann das Bild eines stetigen linearen Operators abgeschlossen ist.

## Motivation
Ist {\displaystyle A:E\rightarrow F} ein stetiger linearer Operator zwischen normierten Räumen, so erklärt man den dualen Operator {\displaystyle A':F'\rightarrow E'} durch {\displaystyle A'(\psi ):=\psi \circ A}.
Für einen Unterraum {\displaystyle U\subset E} sei {\displaystyle U^{\circ }:=\{\phi \in E'\mid \forall x\in U:\phi (x)=0\}}, das ist der Unterraum im Dualraum, der aus allen stetigen linearen Funktionalen besteht, die auf {\displaystyle U} verschwinden. Für einen Unterraum {\displaystyle V\subset E\,'} definiert man analog einen Unterraum in {\displaystyle E} durch die Formel {\displaystyle ^{\circ }V:=\{x\in E\mid \forall \phi \in V:\phi (x)=0\}}.
(In der Literatur findet man dafür auch die Bezeichnung {\displaystyle V^{\circ }} und nimmt damit eine Mehrdeutigkeit der Bezeichnung in Kauf.)
Mit Hilfe des Trennungssatzes (bzw. des Satzes von Hahn-Banach) zeigt man {\displaystyle \operatorname {ker} (A\,')=\operatorname {im(A)} ^{\circ }} und {\displaystyle \operatorname {ker} (A)=\,^{\circ }\!\operatorname {im} (A')}, wobei „ker“ und „im“ für Kern und Bild eines Operators stehen.
Eine derartige Beziehung ist aus der linearen Algebra vertraut.
Entsprechend würde man eine analoge Formel wie {\displaystyle \operatorname {im} (A)=\,^{\circ }\!\operatorname {ker} (A')} erwarten, die aber im Allgemeinen nicht gelten kann, denn {\displaystyle ^{\circ }\operatorname {ker} (A\,')} ist stets abgeschlossen, das Bild eines stetigen linearen Operators hingegen im Allgemeinen nicht.
Ist z. B. {\displaystyle c_{0}} der Banachraum aller Nullfolgen, so ist {\displaystyle A:c_{0}\rightarrow c_{0},\,(a_{n})_{n}\mapsto ({\tfrac {1}{n}}\cdot a_{n})_{n}} ein stetiger linearer Operator mit dichtem (also nicht-abgeschlossenem) Bild. Ein derartiges Phänomen kann in der linearen Algebra, d. h. bei endlichdimensionalen Räumen, nicht auftreten. Um zu der aus der linearen Algebra erwarteten Formel zu gelangen, muss man also die Abgeschlossenheit des Bildraums voraussetzen. Dies erweist sich als ausreichend und äquivalent zur entsprechenden Aussage über den dualen Operator:

## Satz vom abgeschlossenen Bild
Seien {\displaystyle E} und {\displaystyle F} Banachräume und {\displaystyle A:E\rightarrow F} ein stetiger linearer Operator. Dann sind folgende Aussagen äquivalent:
- {\displaystyle \operatorname {im} (A)^{}\,} ist abgeschlossen.
- {\displaystyle \operatorname {im} (A)=\,^{\circ }\operatorname {ker} (A\,')}.
- {\displaystyle \operatorname {im} (A')} ist abgeschlossen.
- {\displaystyle \operatorname {im} (A')=\operatorname {ker} (A)^{\circ }}.

Für allgemeine normierte Räume gilt dieser Satz nicht. So hat z. B. {\displaystyle A=\mathrm {id} _{\ell ^{1}}:\ell ^{1}\rightarrow (\ell ^{1},\|\cdot \|_{\infty })} ein abgeschlossenes Bild (weil {\displaystyle A} surjektiv ist!), aber der duale Operator, der mit den üblichen Identifikationen bei Folgenräumen gleich der Inklusionsabbildung {\displaystyle \ell ^{1}\rightarrow \ell ^{\infty }} ist, hat kein abgeschlossenes Bild.

## Anwendung
Sind {\displaystyle A:E\rightarrow F} und {\displaystyle B:F\rightarrow G} stetige lineare Operatoren zwischen Banachräumen, so kann man daraus die Sequenz
{\displaystyle 0\rightarrow E{\stackrel {A}{\rightarrow }}F{\stackrel {B}{\rightarrow }}G\rightarrow 0}
bilden, wobei 0 für den Nullvektorraum stehe, und die Frage nach der Exaktheit stellen.
Die angegebene Sequenz ist genau dann exakt, wenn die duale Sequenz
{\displaystyle 0\rightarrow G'{\stackrel {B'}{\rightarrow }}F'{\stackrel {A'}{\rightarrow }}E'\rightarrow 0}
exakt ist. Ist nämlich die Ausgangssequenz exakt, so sind die Bilder von {\displaystyle A} und {\displaystyle B} abgeschlossen mit {\displaystyle \operatorname {im} (A)=\operatorname {ker} (B)}. Daher sind nach obigem Satz auch die Bilder von {\displaystyle A\,'} und {\displaystyle B\,'} abgeschlossen, und es folgt
{\displaystyle \operatorname {ker} (B')=\operatorname {im} (B)^{\circ }=G^{\circ }=0}
{\displaystyle \operatorname {im} (B')=\operatorname {ker} (B)^{\circ }=\operatorname {im} (A)^{\circ }=\operatorname {ker} (A')}
{\displaystyle \operatorname {im} (A')=\operatorname {ker} (A)^{\circ }=0^{\circ }=E'}.
Das bedeutet Exaktheit der dualen Sequenz. Genauso folgt die Exaktheit der Ausgangssequenz aus der Exaktheit der dualen Sequenz.